# 나자 틸러
나자 틸러(Nadja Tiller, 1929년 3월 16일 ~ 2023년 2월 21일)는 오스트리아의 배우이다. 1950·60년대 오스트리아 최고 인기 여배우 중 한 명이다. 데뷔 이전 1949 미스 오스트리아 대회에서 우승한 경력이 있다.